# Cégep de Saint-Félicien
Le Cégep de Saint-Félicien est un collège d'enseignement général et professionnel québécois situé à Saint-Félicien, au Saguenay–Lac-Saint-Jean, plus précisément, au lac Saint-Jean, près de la rivière Ashuapmushuan. Fondé en 1971, il accueille annuellement environ 1200 étudiants, dont plus de 350 étudiants provenant de l'international. Le Cégep de Saint-Félicien est doté d'un Centre d'études collégiales à Chibougamau dans le Nord-du-Québec ; d'un Service aux entreprises et aux collectivités qui répond à un besoin de main-d'œuvre sur un vaste territoire ; et d'un Centre collégial de transfert technologique en fourrure nordique Écofaune boréale, situé à Mashteuiatsh.
La mission du Cégep de Saint-Félicien est d'accueillir, former et soutenir, orientée vers une dimension humaine et une vision écoresponsable. À cet égard, il offre un programme exclusif au Québec en Techniques du milieu naturel, qui forme des techniciens capables d'intervenir de façon globale sur le milieu dans une perspective de développement durable.
Il dispose de plusieurs services, comme la Fondation du Cégep de Saint-Félicien et le Centre de documentation. La Coopérative étudiante COOPSCO, quant à elle, permet de se réapprovisionner en matériel scolaire et offre également les services de cafétéria ainsi que du transport scolaire. La vie étudiante propose plusieurs activités socioculturelles, artistiques, communautaires et sportives pour une expérience collégiale des plus stimulantes. En 2017, le Cégep a agrandi et rénové le Pavillon de santé animale et a aménagé une forêt nourricière sur les terrains de l'institutio

## Historique
Le cégep de Saint-Félicien est le quatrième à ouvrir ses portes au Lac-Saint-Jean. En 1970, un comité de régionalisation de l’enseignement collégial choisit Saint-Félicien pour l’emplacement de la future institution. L'établissement accueille une première cohorte de 500 étudiants en 1971.
Les premiers locaux de l'établissement d'enseignement sont situés à l’école Hébert. En 1972, un premier pavillon de Sciences naturelles est construit sur le site du Zoo sauvage de Saint-Félicien. Les espaces sont rapidement insuffisants, et d’autres locaux sont occupés dans la ville de Saint-Félicien. La construction de l’édifice actuel du cégep débutent en 1977.
En 1981, un campus est fondé à Chibougamau : Centre d'études collégiales à Chibougamau.
L'année scolaire 2021-2022 marque le 50e anniversaire de la création du Cégep de Saint-Félicien et le 40e anniversaire du Centre d'études collégiales à Chibougamau.

## Programmes offerts

### Cégep de Saint-Félicien

#### Programmes pré-universitaires
- Sciences de la nature ;
- Sciences humaines ;
- Arts, lettres et communication ;
- Double DEC ;
- Cheminement d'intégration Tremplin DEC.

#### Programmes techniques
- Techniques de santé animale ;
- Techniques du milieu naturel ;
- Soins infirmiers ;
- Technologie de la transformation des produits forestiers ;
- Techniques de comptabilité et de gestion ;
- Techniques de tourisme ;
- Techniques de l'informatique.

### Centre d'études collégiales de Chibougamau

#### Programmes pré-universitaires
- Cheminement d'intégration Tremplin DEC (en français);
- Cheminement d'intégration Tremplin DEC pour les Premières Nations (en anglais)
- Sciences humaines (profil Monde et Sociétés et profil Mathématiques) ;
- Sciences de la nature.

#### Programmes techniques
- Techniques de soins infirmiers ;
- Techniques de comptabilité et gestion (en français et en anglais) ;
- Techniques d'éducation spécialisée ;
- Techniques du milieu naturel (en anglais) ;